# تاميراس فاخوري
تاميراس فاخوري هي شاعرة لبنانية ولدت في بيت شباب، في جبل لبنان وأصدرت أول ديوان شعري لها باسم «بلاد الزعيم الإمبراطور والابن الضائع» بعمر التاسعة. ثم نشرت، عبر السنوات، أربعة دواوين شعرية بالفرنسية من خلال دار النهار للنشر وهي:
- 1997 «أوباد» "Aubades"
- 2000 «عكس التيار» "Contre-Marées"
- 2004 «قصيدة غائبة» "Poème absent"
- 2008 «نصفي الكرة الأرضية» "Hémisphères"

كما تنشر قصائدها في العديد من الصحف الناطقة بالفرنسية في كل من لبنان، وأوروبا، وكندا.
وقد دعيت للمشاركة في المهرجان الأدبي "Belles Etrangères" في فرنسا عام 2007. وهي تكتب قصائد تصور التفتت جغرافيا وهوية المجتمعات ما بعد الحرب.
حصلت فاخوري علي شهادة الدكتوراه في العلوم السياسية من جامعة فرايبورغ في ألمانيا.
وقد أتمت فترة زمالة بحثية في معهد الجامعة الأوروبية، فلورنسا، إيطاليا.
كما تعمل كمحاضِرة زائرة في جامعة كاليفورنيا في بيركيلي وقد حازت عام 2014 على زمالة ألكسندر فون هومبولت من المعهد الألماني للدراسات الدولية والمساحة في هامبرج بألمانيا. وهي حالياً أستاذة في الجامعة اللبنانية الأمريكية في بيبلوس بلبنان.

## قائمة الأعمال
- تاميراس فاخوري في «مقتطفات شعرية فرانكوفونية من الأصوات النسائية المعاصرة»، إصدار سابين هوينه، واندريه لاسيل، إنجيل باولي، أوريلي تورنيار، مقدمة من تأليف: ديبورا هيسل، دار نشر ڤوا دانكر"Voix d'encre"، 2012.
- تاميراس فاخوري في اثني عشر كاتباً لبنانياً، «الجميلات الأجنبيات» "Les Belles Étrangères"، مقتطفات، دار جاليمار للنشر "Gallimard"، رأسية/المرحلة الثانية، 2007.
- «نصفي الكرة الأرضية» "Hémisphères"، إصدار دار النهار للنشر، 2008.
- «قصيدة غائبة» "Poème absent"، إصدار دار النهار للنشر، 2004.
- «عكس التيار» "Contre-Marées"، إصدار دار النهار للنشر، 2000.
- «أوباد» "Aubades"، إصدار دار النهار للنشر، 1996.
- «بلاد الزعيم الإمبراطور والابن الضائع» "Le pays de l’Empereur et l’Enfant perdu"، إصدار دار النهار للنشر، 1984.

## مؤلفات مختارة من الصحف
- «الأوقات الثلاثة» "Les Trois Temps"، ممر 64، خريف 2005، كندا.
- «شاعرات الخدمة» "Poètes de service"، الشاطئ الأبيض 36، سبتمبر 2005، فرنسا.
- «نصوص شعرية» "Textes Poétiques"، مخرج 33، نوفمبر 2003، كندا.
- «نصوص شعرية» "Textes Poétiques"، جريدة 3، مارس 2004، مركز الكتابة، دكتوراه-فرايبورغ، ألمانيا
- «الليل لا يفتح إلا من الخارج» "La nuit ne s’ouvre que de l’intérieur"، «رجال دون أكتاف» "Les Hommes Sans Epaules"، كراسات أدبية 13/14، الفصل الدراسي الأول 2003، فرنسا.
- «قصائد» "Poèmes"، الشعر الأول 22، شتاء 2002، فرنسا.
- «أشعار تجوال» "Poésies Vagabondages"، القصيدة الأولى، إصدار لو شيرش ميدي Le Cherche-Midi Editeur، 28 ديسمبر 2001، فرنسا.
- «ملف خاص عن الشعر اللبناني»، مجلة سوبريير اينكونو "Supérieur Inconnu" العدد 13، يناير 1999، فرنسا.

## مداخلات شعرية مختارة
- يوليو 2001: مهرجان لوديڤ، فرنسا.
- ديسمبر 2006: «أيام الحبر والمهجر» "Journées d’encre et d’exil"، مركز جورج بومبيدو، باريس، فرنسا.
- مارس 2007: صالون باريس للكتاب، «قصيدة غائبة» "Poème absent"، فرنسا.
- نوفمبر 2007: المهرجان الأدبي “Belles Etrangères”، باريس، وبوردو، وفرساي، ومارسيليا، وكورسيكا، ونانت، فرنسا.
- مارس 2008: «ربيع الشعراء» "Printemps des poètes"، فرساي، فرنسا.
- أبريل 2008: ربيع الشعراء" "Printemps des poètes"، فيسولي، إيطاليا.
- سبتمبر 2008: مركز فرنسوا مورياك، مالاجار، بوردو، فرنسا.
- مارس 2009: صالون باريس للكتاب، نصفي الكرة الأرضية" "Hémisphères"، فرنسا.
- مارس 2010: مهرجان الخطابة "Déclamons"، قهوة أدبية ومداخلة، في جامعة رين 2، من تنظيم بيت الشعر "Maison de la poésie"، في رين، فرنسا.
- أبريل 2010: أيام لبنان، نورماندي، فرنسا.
- يونيو 2010: مهرجان الشعر، جنوة، إيطاليا.
- مارس 2011: «القراءة في مشكال» "Reading at kaleidoscope"، سان فرانسيسكو، الولايات المتحدة الأمريكية.
- يونيو 2011: فرساي، باريس، فرنسا.
- يوليو 2011: "Voce Lontane Voce sorelle" «صوت بعيد، صوت الأخوات»، فلونسا، إيطاليا.
- نوفمبر 2011: بيروت، صالون الكتاب، أمسية شعرية، لازمة (leitmotif) مع مني باسيل وميشال غاريوس، لبنان.
- ديسمبر 2011: الاحتفال الثلاثمائة، فرساي، باريس، فرنسا.

## وصلات خارجية
- Centre international de poésie Marseille - Poem reading audio
- "Que vive la poésie", L'Express.
- Daniéle Issa-Sayegh, [ Nouvelles Études Francophones] 25, 1 (printemps 2010), pp. 272–274